# Bílovice nad Svitavou
Bílovice nad Svitavou (in tedesco Bilowitz) è un comune della Repubblica Ceca facente parte del distretto di Brno-venkov, in Moravia Meridionale.